# Anchomanes
Anchomanes es un género de plantas con flores de la familia Araceae. Es originario de África tropical.

## Descripción
El género se compone de 7 u 8 especies. Anchomanes es muy similar a las especies de los géneros Dracontium y Amorphophallus, pero hay algunas diferencias evidentes. Una de esas diferencias es que las raíces son perennes. Además, los tallos son espinosos y los rizomas son tuberosos como ojos.

## Taxonomía
El género fue descrito por Heinrich Wilhelm Schott y publicado en Oesterreichisches Botanisches Wochenblatt 3: 314. 1853. La especie tipo es: Anchomanes hookeri

## Especies
- Anchomanes abreviatus
- Anchomanes boehmii
- Anchomanes difformis
- Anchomanes dubius
- Anchomanes giganteus
- Anchomanes hookeri
- Anchomanes welwitschii